# وزير العدل (هونغ كونغ)
وزير العدل هو رئيس وزارة العدل في هونغ كونغ والمستشار القانوني الرئيسي لرئيس هونغ كونغ التنفيذي والمسؤول الرئيسي عن تنفيذ القانون في حكومة هونغ كونغ. كان يُعرف المنصب قبل نقل سيادة هونغ كونغ في عام 1997 باسم المدعي العام لهونغ كونغ.
يرشح وزير العدل من قبل الحكومة الشعبية المركزية بناء على مشورة رئيس هونغ كونغ التنفيذي، حيث يتولى الوزير منصبه بعد تعيينه من قبل حكومة جمهورية الصين الشعبية، المسؤولة عن الشؤون الخارجية والدفاع في هونغ كونغ. وبحكم منصبه يعد الوزير عضوا في مجلس هونغ كونغ التنفيذي كما ينتمي للجنة السياسات التي يرأسها الأمين العام.
أنشئ مكتب وزير العدل بموجب قانون هونغ كونغ الأساسي الذي يضمن سلطة وزارة العدل في مراقبة الملاحقات الجنائية دون أي تدخل. ويحتل هذا المنصب في العادة موظفوا القانون، وكان قبل يوليو 2002، منصب خدمة مدنية. يعد منصب وزير العدل بعد منصب رئيس وزراء هونغ كونغ ووزير المالية (هونغ كونغ) ثالث أرفع المناصب وواحدا من كبار المسؤولين الرئيسيين الرسميين للحكومة.
وزيرة العدل الحالية في هونغ كونغ هي الحائزة على وسام نجمة بوهينيا الذهبية تيريزا تشنغ التي تعد من كبار المستشارين القانونيين والتي شغلت منصب محامية سابقا.
لدى وزير العدل مقر إقامة رسمي يقع في 19 Severn Road جبل أوستن.

## المهام المنوطة
أثناء أداء واجباته كمستشار قانوني رئيسي لرئيس هونغ كونغ التنفيذي يقوم وزير العدل بمساعدة خمسة من المستشارين القانونيين وهم:
- المحامي العام الذي يرأس قسم السياسة القانونية
- رئيس النيابات العامة الذي يرأس قسم الملاحقات القضائية
- ضباط القانون (القانون المدني) الذي يرأس قسم القانون المدني
- موظف القانون (القانون الدولي) الذي يرأس قسم القانون الدولي
- المستشار البرلماني الذي يرأس قسم تشريع وصياغة القوانين

(يرأس قسم الإدارة والتنمية موظف إداري).

## هرم المسؤولين الرئيسيين
يعد منصب وزير العدل ثالث منصب في الترتيب الهرمي للمسؤولية في هونغ كونغ بعد رئيس الوزراء ووزير المالية، للعمل من أجل سد الفراغ السياسي للرئيس التنفيذي عندما يكون في إجازة أو خارج هونغ كونغ أو عندما يكون المنصب شاغرا بشكل مؤقت.
يحتلّ وزير العدل المرتبة الخامسة في ترتيب الأسبقية في هونغ كونغ.